# Salmacina huxleyi
Salmacina huxleyi är en ringmaskart som först beskrevs av Ehlers 1887.  Salmacina huxleyi ingår i släktet Salmacina och familjen Serpulidae. Inga underarter finns listade i Catalogue of Life.